# 叙瑟尔
叙瑟尔是德国石勒苏益格－荷尔斯泰因州的一个市镇。总面积75.31平方公里，总人口5409人，其中男性2689人，女性2720人（2011年12月31日），人口密度72人/平方公里。